# Liste der Monuments historiques in Cugand
Die Liste der Monuments historiques in Cugand führt die Monuments historiques in der ehemaligen französischen Gemeinde Cugand auf.

## Liste der Bauwerke
| Bezeichnung                 | Beschreibung | Standort | Kennzeichnung | Schutzstatus   | Datum               | Bild           |
| --------------------------- | ------------ | -------- | ------------- | -------------- | ------------------- | -------------- |
| Château de la Garenne-Lemot |              | (Lage)   | PA00110084    | Inscrit Classé | 1969 1986 1988 2000 | weitere Bilder |
| Villa du Mont-Gallien       | Erbaut 1842  | (Lage)   | PA85000007    | Inscrit        | 1997                |                |

## Liste der Objekte
- Monuments historiques (Objekte) in Cugand in der Base Palissy des französischen Kultusministeriums